# Louw de Graaf
Louw de Graaf (ur. 12 kwietnia 1930 w Kootstertilleie, zm. 15 lipca 2020 w Heerenveen) – holenderski polityk i działacz związkowy, deputowany, sekretarz stanu i minister, członek ugrupowań chrześcijańsko-demokratycznych.

## Życiorys
Kształcił się w zakresie ubezpieczeń społecznych w szkole prowadzonej przez centralę związkową Christelijk Nationaal Vakverbond (CNV). Od 1952 należał do Partii Antyrewolucyjnej, z którą w 1980 dołączył do Apelu Chrześcijańsko-Demokratycznego. Był pracownikiem Raad van Arbeid w Leeuwarden oraz funduszu SFB w Amsterdamie. Od 1953 zawodowo związany z CNV, był sekretarzem zarządu związku (1967–1973) oraz jego wiceprezesem (1973–1977).
Od grudnia 1977 do września 1981 był sekretarzem stanu do spraw społecznych, odpowiadając za zabezpieczenie społeczne. Od czerwca 1981 do maja 1982, od września do listopada 1982 oraz od czerwca do lipca 1986 wykonywał mandat deputowanego do Tweede Kamer, niższej izby Stanów Generalnych. Od maja do listopada 1982 pełnił funkcję ministra spraw społecznych i zatrudnienia w gabinecie, którym kierował Dries van Agt. Od listopada 1982 do lutego 1987 oraz od maja 1987 do października 1989 ponownie zajmował stanowisko sekretarza stanu do spraw społecznych. Między tymi okresami wykonywał obowiązki ministra spraw społecznych i zatrudnienia, zastępując czasowo Jana de Koninga, który z kolei w tym czasie zastępował przebywającego na zwolnieniu lekarskim ministra spraw wewnętrznych. W latach 1989–2003 kierował holenderskimi instytucjami do spraw ubezpieczeń zdrowotnych – najpierw Ziekenfondsraad, a od 1999 College voor zorgverzekeringen.
Louw de Graaf był dwukrotnie żonaty, miał dwoje dzieci. Odznaczony Orderem Oranje-Nassau klasy IV (1977) oraz Orderem Lwa Niderlandzkiego klasy III (1981) i II (1989).